# Adenophlebiodes decoratus
Adenophlebiodes decoratus is een haft uit de familie Leptophlebiidae. De wetenschappelijke naam van de soort is voor het eerst geldig gepubliceerd in 1931 door Navás.
De soort komt voor in het Afrotropisch gebied.